# AmigaOne X1000

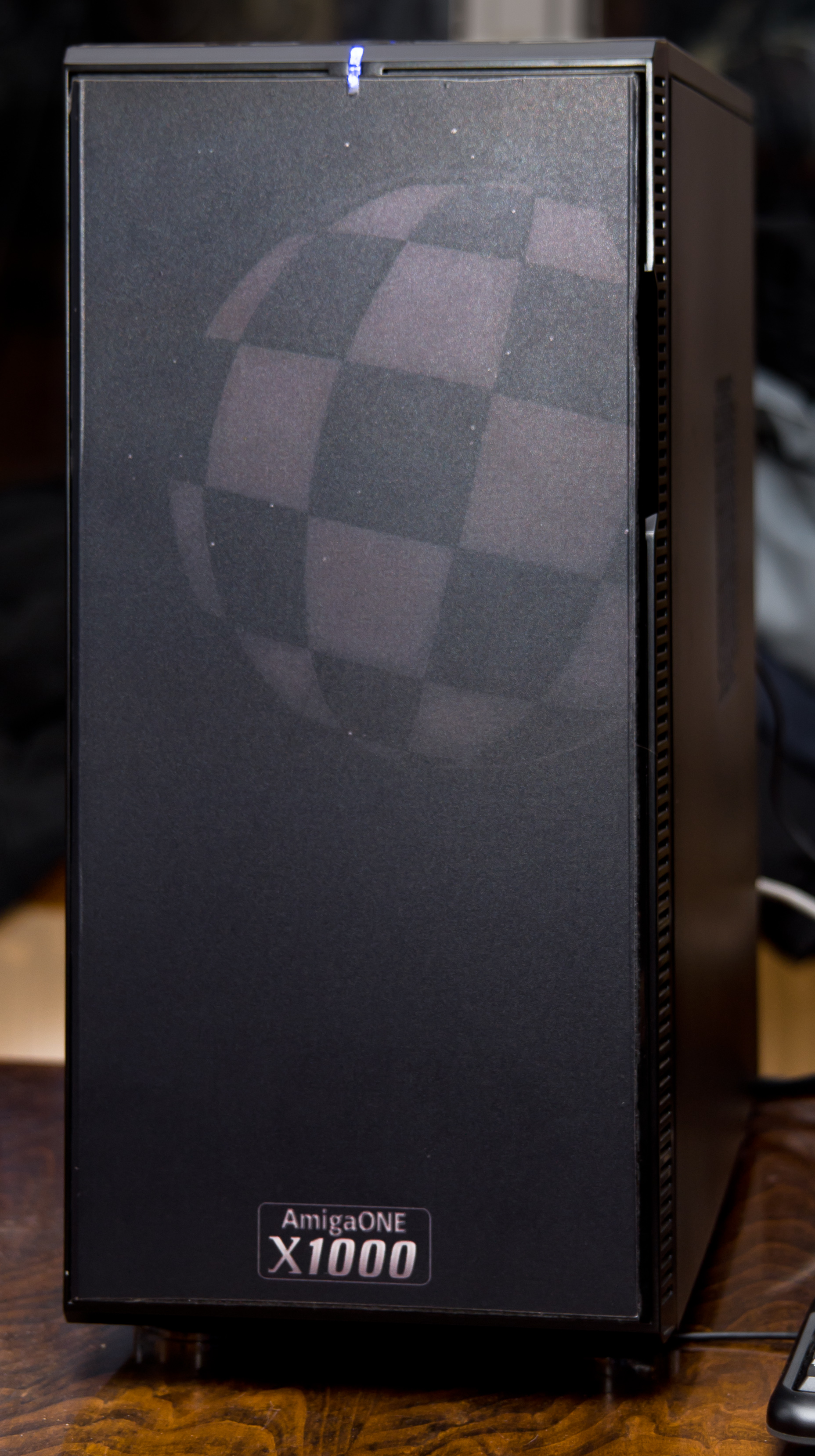
AmigaOne X1000

AmigaOne X1000 é um computador baseado no PowerPC que se utiliza da plataforma da AmigaOS 4. Foi anunciada pela A-Eon Technology CVBA em associação com Hyperion Entertainment.